# Benzatin penicilin
Benzatin penicilin je naziv za poseban oblik antimikrobnog lijeka penicilina, koji se sastoji od benzilpenicilina i amonijeve baze.
Benzatin penicilin se može koristiti peroralno i intramuskularno. Koristi se intramusklarno, ako se želi postići da jednom dozom budu prisutne manje koncentracije penicilina kroz duži vremenski period. Ta značajke je vrlo korisna kod profilakse određenih bolesti, pa se koristi kao profilaksa reumatske vrućice i u profilaksi stadija sifilisa.
Benzatin penicilin otproan je na kiseli sadržaj (npr. želučanog soka), ali se slabo apsorbira u probavnom sustavu, te mu je zato peroralna primjena ograničena.